# Xã Custer, Quận Lyon, Minnesota
Xã Custer (tiếng Anh: Custer Township) là một xã thuộc quận Lyon, tiểu bang Minnesota, Hoa Kỳ. Năm 2010, dân số của xã này là 203 người.